# Magyar Ökotoxikológiai Társaság
A Magyar Ökotoxikológiai Társaság (MÖTT) egyesületként működő, közhasznú civilszervezet, amely a kémiai és genetikai biztonság területén biztosít tudományos fórumot. Tagjai egyetemek és kutatóintézetek munkatársai.

## A Magyar Ökotoxikológiai Társaság tagjai
A Magyar Ökotoxikológiai Társaságot hosszas előkészítés után 2011. június 17-én jegyezte be a Fővárosi Bíróság. A MÖTT alapító elnöke Darvas Béla. Alapító tagjai: Ács Sándorné, Bakonyi Gábor, Báskay Imre, Dura Gyula, Hartman Mátyás, Heltai György, Kukolya József, Major Jenő, Móra Vera, Murányi Attila, Nagy Péter István, Roszík Péter, Simon Gergely, Székács András, Szoboszlay Sándor, Törökné Kozma Andrea, Varga L. György és Záray Gyula. Jelenleg két teljes jogú tag ajánlásával lehet valaki tag, ha a jelenlegi tagok több mint fele a felvételre szavaz.

## Ökotoxikológiai Konferencia
A Magyar Ökotoxikológiai Társaság minden év novemberének második felében A magyar tudomány ünnepe rendezvénysorozat alatt tartja egynapos, nagysikerű és ingyenes konferenciáit. A konferencia fő tématerületei az ökotoxikológia és a környezetanalitika. A konferencia programjához a programszervező bizottság az írásbeli összefoglalók minősége alapján választja ki az előadásokat és a posztereket. 2016-ban rendezik a hatodik konferenciát, amelynek kiadványa minden évben megjelenik.

## A Magyar Ökotoxikológiai Társaság eredményei
A Magyar Ökotoxikológiai Társaság társkiadója a Biokontroll nevű, magyar nyelvű tudományos újságnak, amely a fenntartható termelés területén elért eredményeket összegzi. A Biokontroll alapító társkiadója a Biokontroll Hungária Kht. A Biokontroll főszerkesztője Székács András. A lap 2013-tól elektronikus formában alakult újjá.

## A Magyar Ökotoxikológiai Társaság elérhetősége
A napi hírek a MÖTT facebook oldalán jelennek meg, míg kémiai és genetikai biztonság területére szakosodott oldalakat is gondoz az egyesület.